# ویل کلارک (بازیگر پورنوگرافی)
ویل کلارک (انگلیسی: Will Clark؛ زاده ۹ مارس ۱۹۶۸) یک بازیگر پورنوگرافی است.